# Бркич, Горан
Горан Бркич (серб. Горан Бркић; род. 28 апреля 1991, Панчево, Воеводина) — сербский футболист, полузащитник.

## Карьера
Футбольную карьеру начал в 2008 году в составе клуба ОФК.
В 2013 году перешёл в «Металац» Горни-Милановац.
В 2016 году играл за «Земун».
В 2017 году подписал контракт с клубом «Олимпия» Любляна.
В 2020 году стал игроком казахстанского клуба «Тараз».

## Достижения
Олимпия Любляна
- Чемпион Словении: 2017/18
- Обладатель кубка Словении (2): 2017/18, 2018/19